# Ihmiset suviyössä (film)
Pour plus de détails, voir Fiche technique et Distribution.
Ihmiset suviyössä est un film finlandais réalisé par Valentin Vaala, sorti en 1948. 
Il est basé sur le roman du même titre de Frans Emil Sillanpää publié en 1934.
La première du film a lieu à Riihimäki. Il est diffusé pour la première fois dans les grandes villes six jours plus tard, le 15 octobre 1948. Le film a été diffusé fréquemment à la télévision finlandaise, pour la première fois le 4 mai 1963.

## Synopsis
Le film se concentre sur les destins d'un petit groupe de personnes lors d'une nuit d'été. Tous les événements sont racontés selon deux perspectives différentes. Durant la nuit, les personnages tombent amoureux, se disputent, sont ivres, meurent et naissent. La nature est tout aussi importante que les acteurs. Le romancier Sillanpää lui-même avait conseillé à Vaala de garder à l'esprit qu'il ne devait y avoir qu'un seul personnage principal : la nuit d'été.

## Distribution
- Eila Pehkonen : Telirannan Helka
- Martti Katajisto : Nokia (le personnage de Nokia est considéré comme le premier personnage gay du cinéma finlandais[2])
- Emma Väänänen : Syrjämäen Hilja
- Eero Roine (en) : Syrjämäen Jalmari
- Matti Oravisto (en) : Arvid
- Toivo Hämeranta (fi) : Hôte de Telirannan
- Tyyne Haarla (fi) : Hôtesse de Telirannan
- Maija Nuutinen (fi) : une vielle dame de Telirannan
- Kaisu Leppänen (en) : Mettälän Santra
- Matti Lehtelä (fi) : Mettälän Jukka
- Tarmo Manni (en) : Iivari Pietila

## Réception
Ihmiset suviyössä reçoit des critiques majoritairement positives de la part des critiques finlandais. Ceux-ci saluent particulièrement le travail photographique d'Eino Heino (en), affirmant qu'une représentation aussi belle et aussi sensible de la nature finlandaise était inédite dans le cinéma national.
En 1992, soixante critiques de cinéma finlandais ont voté pour le meilleur film national de tous les temps en l'honneur du 75e anniversaire de l'indépendance. Ihmiset suviyössä partage la troisième place avec Elokuun de Matti Kassila et Tuntemattoman sotilaan d'Edvin Laine. 

## Récompenses et distinctions
- Le film a reçu quatre Jussi Awards ; outre les acteurs Martti Katajisto, Eero Roine (en) et Kaisu Leppänen (en), Valentin Vaala et Lea Joutseno (en) ont également été récompensés pour le scénario[5]

## À noter
- Le film est tourné à Hauho. Les actions se focalisent en particuliers sur les personnages d'Helka, interprétée par Eila Pehkonen et d'Arvid, joué par Matti Oravisto (en).